# Photokina
Die photokina galt als weltweite Leitmesse der Foto-, Video- und Imaging-Branche. Sie wurde bis 2018 alle zwei Jahre im Herbst durchgeführt. Ideeller Träger war der Photoindustrie-Verband e. V., offizieller Veranstalter wiederum die Koelnmesse GmbH.
Auf der photokina 2018 stellten 812 Unternehmen, davon 69 Prozent aus dem Ausland, ihre Produkte und Dienstleistungen vor. Es kamen rund 180.000 Besucher aus 127 Ländern.

## Geschichte
Die erste photokina wurde 1950 auf Initiative des Präsidenten des Fotoverbandes, Bruno Uhl, durchgeführt. Als Rahmenprogramm wurden sogenannte Bilderschauen durchgeführt, die bis 1980 von Leo Fritz Gruber organisiert wurden.
Während die photokina in ihren Anfangsjahren nur in unregelmäßigen Abständen stattfand, entschlossen sich die Veranstalter 1966 zur konsequenten Austragung im Zweijahresrhythmus, jeweils im Herbst. 1974 wurde die photokina zur Fachmesse, was mit einem erstmaligen Besucherrückgang im Vergleich zum Vorjahr einherging: Konnte die Messe 1972 noch über 250.000 Besucher verzeichnen, so waren es zwei Jahre später nur mehr 95.000 Fachleute, von denen allerdings ein deutlich höherer Anteil auf ausländische Gäste fiel. Seit 1988 hatten auch Amateure wieder Zugang zur Messe.
Die zunehmende Internationalisierung der photokina veranlasste die Organisatoren dazu, den Untertitel (der bis dahin entweder „Weltmesse des Bildes“, „Weltmesse der Fotografie“ oder „Weltmesse Bild – Ton – Professional Media“ lautete) vom Deutschen ins Englische zu ändern. 2002 bis 2014 trug die photokina den Untertitel „World of Imaging“. Ab 2016 lautete der Untertitel „Imaging Unlimited“.
1982 bis 1998 wurde der „Deutsche Kamerapreis Köln“ für besondere Kameraleistungen bei Film- und Fernsehproduktionen im Rahmen der photokina verliehen. 1988 initiierte der Photoindustrie-Verband die „größte Bilderschau der Welt“, die mit einer Länge von 1.300 Metern von den Messehallen bis zum Kölner Museum Ludwig reichte und ins Guinness-Buch der Rekorde einging.
Seit 2008 veranstalteten die Stadt Köln und die photokina in Kooperation mit Kölner Unternehmen und Institutionen Fotoworkshops, Shootings, Ausstellungen und andere Events, die sich an Einheimische richteten. 2016 wurde „Köln fotografiert“ im Rahmen des neuen Markenauftritts in „PROLOGUE by photokina“ umbenannt.
2018 wurde eine Neuausrichtung der photokina bekannt gegeben. Diese sah eine Terminverschiebung in das Frühjahr sowie eine jährliche Durchführung der Messe vor. Die Premiere der Neuausrichtung wurde jedoch aus terminlichen Gründen abgesagt und infolge eines Rückgangs an interessierten Ausstellern zunächst auf 2020 verschoben. Branchengrößen wie Nikon, Leica und Olympus sagten allerdings auch für weitere Termine ihre jeweiligen Teilnahmen ab. Aufgrund der weltweiten COVID-19-Pandemie wurde die Messe, die schließlich vom 27. bis zum 30. Mai 2020 stattfinden sollte, erneut abgesagt. Die Veranstalter hatten den nächsten Termin für Mai 2022 geplant, den Fortgang der Messe jedoch aufgrund des stetigen Rücklaufs des Marktes am 27. November 2020 endgültig abgesagt.

## Bedeutung

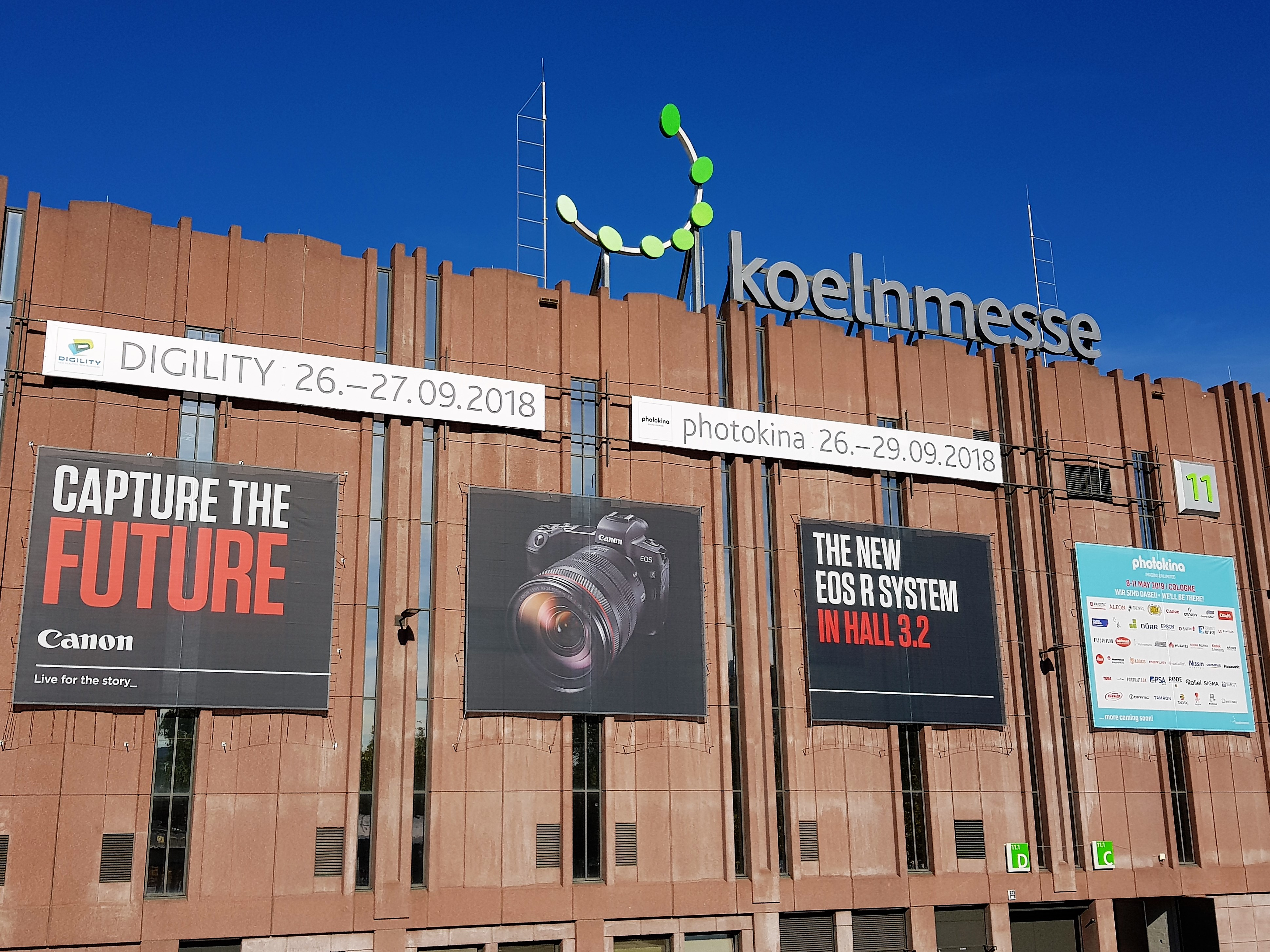
Messehalle der photokina 2018

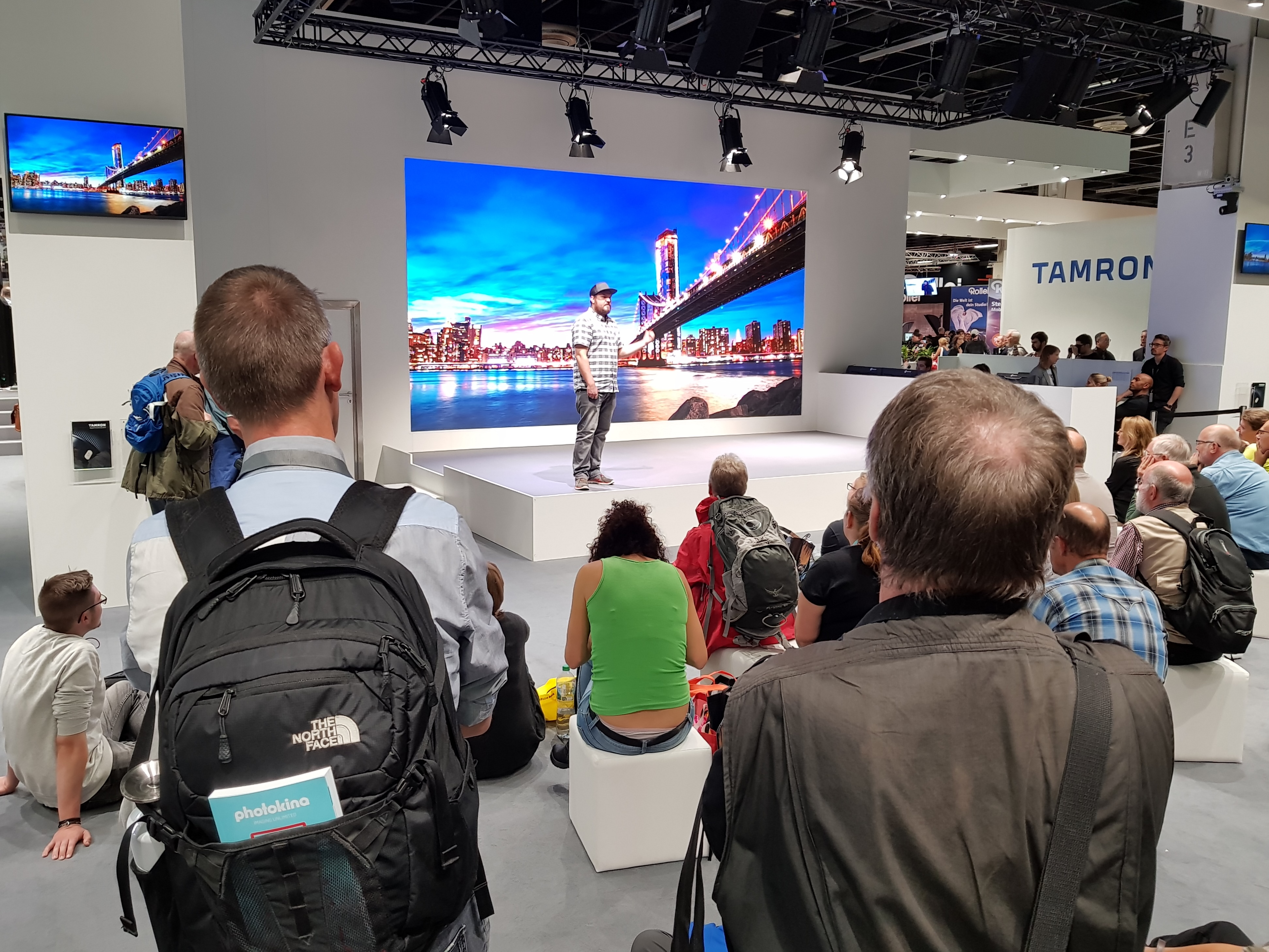
Vortrag über Reisefotografie auf der photokina 2018

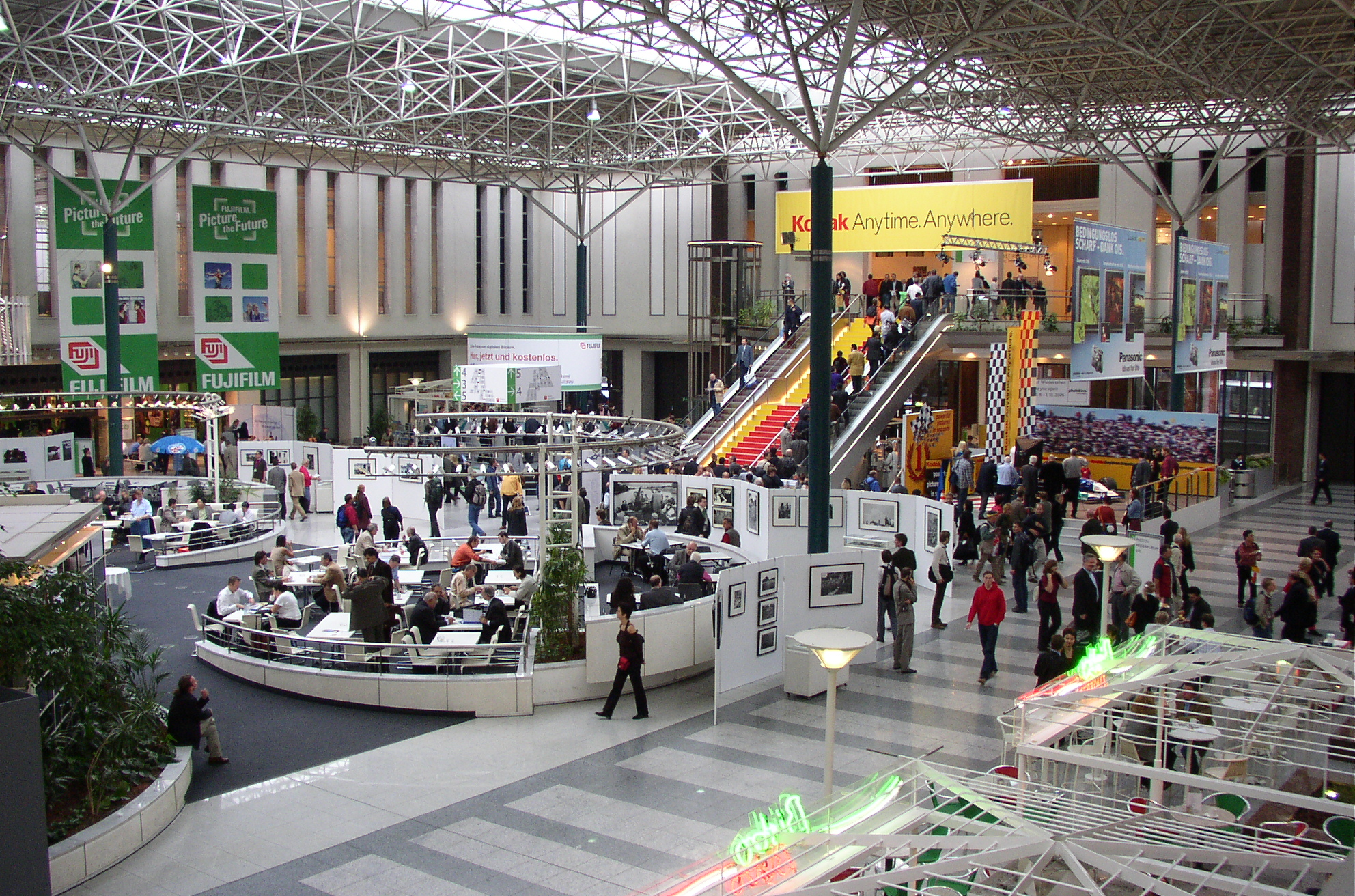
photokina 2004

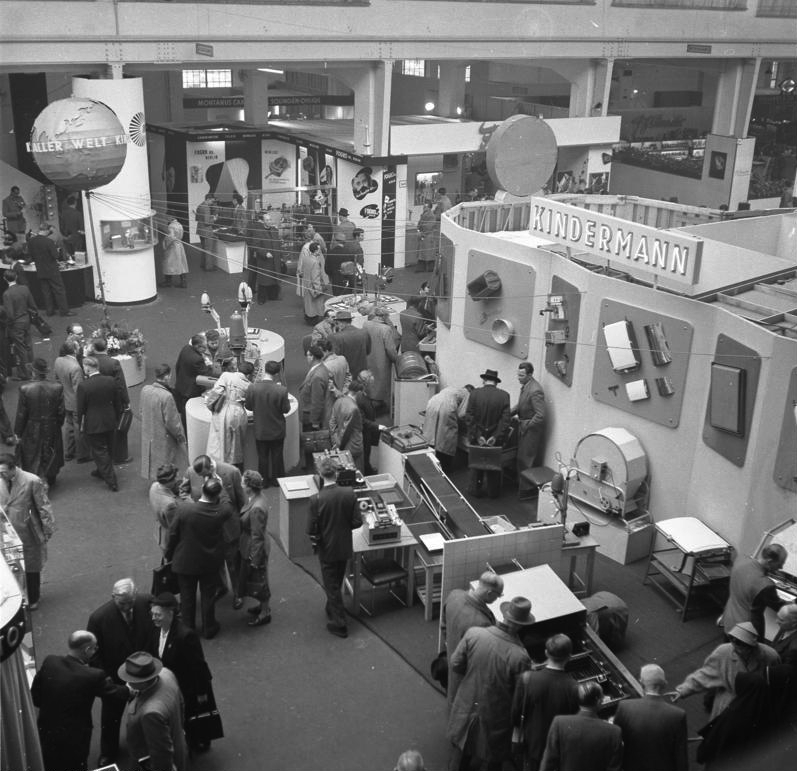
photokina 1954

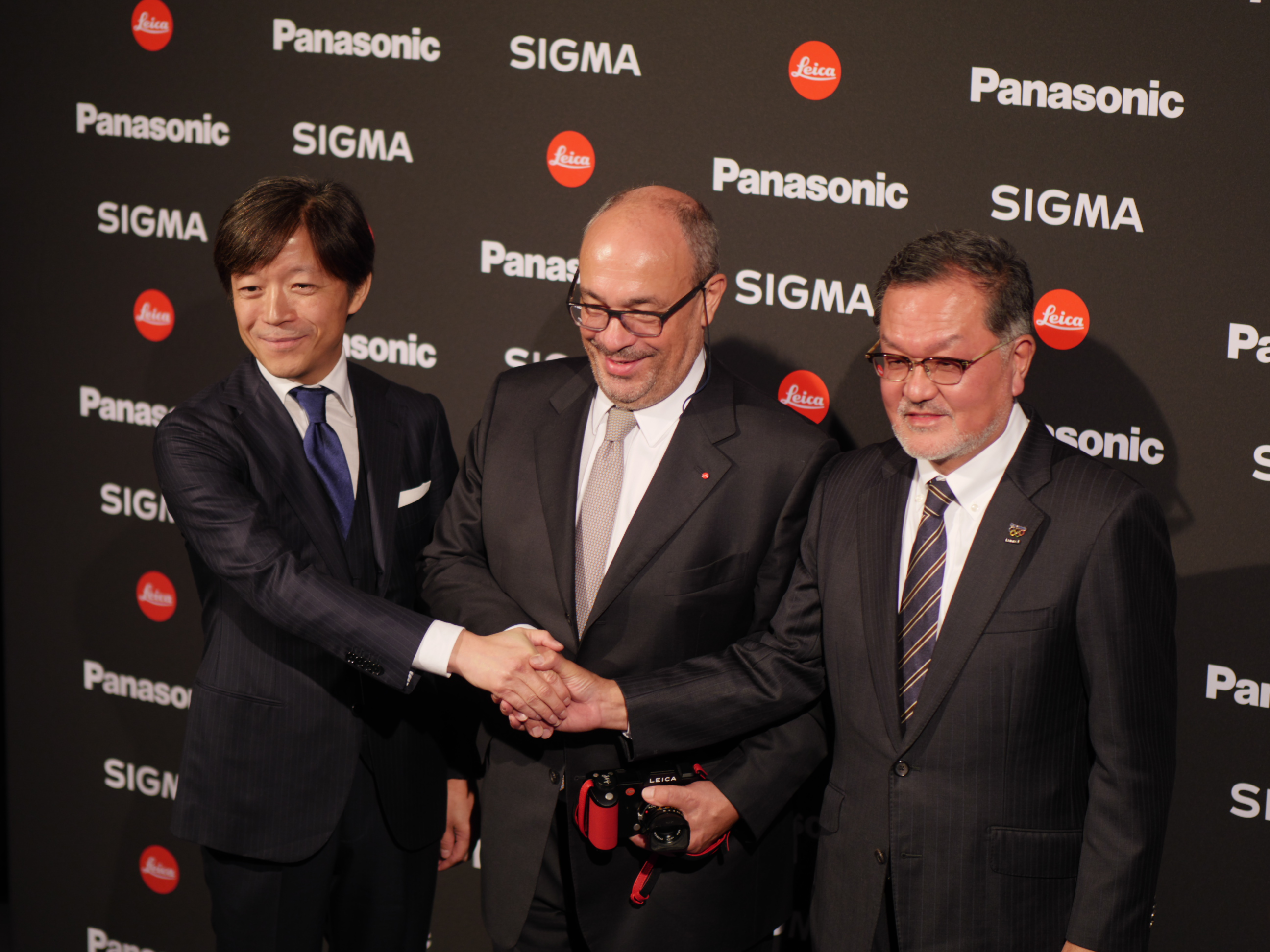
Kazuto Yamaki (Sigma), Andreas Kaufmann (Leica Camera) und Junichiro Kitagawa (Panasonic) nach Ankündigung der L-Bajonett-Allianz am 25. September 2018

Die photokina wurde von der Fotowirtschaft zur Vorstellung neuer Produkte und Dienstleistungen genutzt. Das Publikum konnte sich an Messeständen informieren, Kameras ausprobieren, Kontakte knüpfen, Vorträge und Fotoausstellungen besuchen sowie neue „Trends“ aufspüren. Folgende Produktsparten wurden thematisiert:
- Consumer Imaging: Foto- und Videokameras, Kamerazubehör, Filme und digitale Speichermedien, digitale Bildbearbeitung, Homeprinting, Bildkiosksysteme, Mobile Imaging, Home Cinema, Diatechnik und Zubehör, Rahmen und Alben, Handelsware, Imaging-Dienstleistungen;
- Professional Imaging: Professionelle Kamera- und Lichtsysteme, Fotostudio-Ausstattung, Digital Imaging und Publishing, Large Format Printing, Groß- und Minilabore, Verbrauchsmaterialien, Photofinishing, Imaging-Dienstleistungen, Daten- und Videoprojektoren, interaktive Präsentationssysteme, professionelle Video- und Audiotechnik, Steuerungstechnik und Netzwerke, AV-Dienstleistungen.

Die photokina diente auch als Rahmen für die Verleihung verschiedener Auszeichnungen und Preise, z. B. des Deutschen Kamerapreises und des Deutschen Jugendfotopreises.

### Neuheiten
Technisch innovative Produkte wurden häufig auf der photokina vorgestellt oder eingeführt, wie zum Beispiel:
- 1954: Kamera mit eingebautem Belichtungsmesser Kodak Retina IIIc
- 1963: Kodak Instamatic
- 1966: Super-8-Film
- 1966: Spiegelreflexkamera mit Kontrastausgleichs-Belichtungsmessung CLC Minolta SR-T 101
- 1972: Pocketfilm
- 1974: Elektronisch gesteuerte Mittelformatkamera Rolleiflex SLX
- 1982: Objektivanschlusssystem für Kinokameras Arri PL

1982: Kamerasystem mit Scheibenfilm Kodak Disc
- 1992: Präsentation der Digitalfotografie und des digitalen Speichermediums Kodak Photo CD
- 2000: Digitale Panoramabilder[8]
- 2002: Kamera für digitales Spiegelreflexsystem Four Thirds Olympus E-1
- 2004: Digitale Spiegelreflexkamera mit Bildstabilisierung Konica Minolta Dynax 7D[9]

2004: Digitale Kamerarückwand für analoge Spiegelreflexkamera Leica R
- 2008: Mittelformatiges Kamerasystem Leica S[10]

2008: Spiegellose Systemkamera Panasonic LUMIX DMC-G1 des digitalen Kamerasystems Micro Four Thirds
2008: Spezifikation zur Speicherung und zum Austausch von Metadaten der Metadata Working Group
2008: Videofähige, digitale Spiegelreflexkamera Nikon D90
2008: Finepix Real 3D System von Fujifilm
- 2010: Camcorder Sony NEX-VG10 mit E-Bajonett für Digitalkameraobjektive[12]
- 2012: Spiegellose Systemkamera für professionelle Filmaufnahmen Panasonic Lumix DMC-GH3[13]

2012: Videokamera mit 35-mm-Vollformatsensor und Wechselobjektiven Sony Handycam NEX-VG900
2012: Spiegellose digitale Kompaktkamera mit Vollformatsensor Sony Cyber-shot DSC-RX1
2012: Hochauflösende Digitalkameras Sigma DP1 Merrill und DP2 Merrill mit Foveon X3-Sensor
- 2014: Smart Camera Panasonic LUMIX DMC-CM1 – Smartphone mit hochwertiger Kamera mit Rohdatenformat, 4k-Videomodus und 1-Zoll-Bildsensor[14]
- 2016: Systemkameragehäuse Olympus OM-D E-M1 Mark II mit bis zu 18 Rohdatenaufnahmen pro Sekunde inklusive automatischer Nachfokussierung[15]

2016: Systemkameragehäuse GH5 vom Hersteller Panasonic mit 6k-Fotofunktion, 4k-Fotofunktion mit 60 Bildern pro Sekunde und Videoaufnahmen mit einer Bittiefe von 10 Bit bei 30 Bildern pro Sekunde
2016: Spiegelloses Kamerasystem im Mittelformat GFX vom Hersteller Fujifilm
2016: Das erste von einem chinesischen Hersteller (Xiaomi) entwickelte Systemkameragehäuse Yi M1
- 2018: Die Unternehmen Leica Camera, Panasonic und Sigma geben die L-Bajonett-Allianz bekannt[19][20][21]

2018 Nikon präsentiert spiegellose Systemkameras in Vollformat Nikon Z 6 und Nikon Z 7 und das neue Z-Bajonett
2018 Canon präsentiert seine erste spiegellose Vollformat-Systemkamera Canon EOS R mit dem neuen RF-Bajonett
2018 Panasonic kündigt das bislang lichtstärkste Zoomobjektiv für ein digitales Kamerasystem mit dem Brennweitenbereich 10–25 Millimeter und durchgehender Lichtstärke 1,7 für das Micro-Four-Thirds-System an
2018 Fujifilm kündigt mit dem wetterfesten Fujinon XF 33mm f/1.0 R WR mit X-Bajonett das lichtstärkste Objektiv mit Autofokus an